# Alí Lozada
Alí Vicente Lozada Prado (Archidona, 8 de diciembre de 1974) es un jurista y catedrático ecuatoriano. Fue el presidente de la Corte Constitucional de Ecuador desde el 10 de febrero de 2022 hasta el 18 de marzo de 2025. Adicionalmente, ha tenido una extensa carrera académica en universidades de Ecuador, España, Chile y Nicaragua y es considerado parte del ala progresista de la Corte Constitucional.

## Biografía
Nació el 8 de diciembre de 1974 en Archidona, provincia de Napo. Ingresó en 1992 a la facultad de leyes en la Pontificia Universidad Católica del Ecuador y obtuvo el título de abogado y doctor en jurisprudencia en 1998. Durante sus años de estudios de pregrado fue representante estudiantil ante el Consejo Universitario.
En 1997 entró a trabajar como asistente jurídico en la Comisión de Control Cívico de la Corrupción, de la que posteriormente fue director jurídico. En 2004 se mudó a España para estudiar un doctorado en el departamento de filosofía del derecho de la Universidad de Alicante. Luego cursó otros masterados en la Universidad de Palermo y en la Universidad Internacional de Andalucía.
En Ecuador fue catedrático en las universidades Católica de Guayaquil y Católica del Ecuador. También dictó cátedra en la Universidad de O'Higgins, la Universidad de Alicante y la Universidad Centroamericana.

### Corte Constitucional (2019-presente)

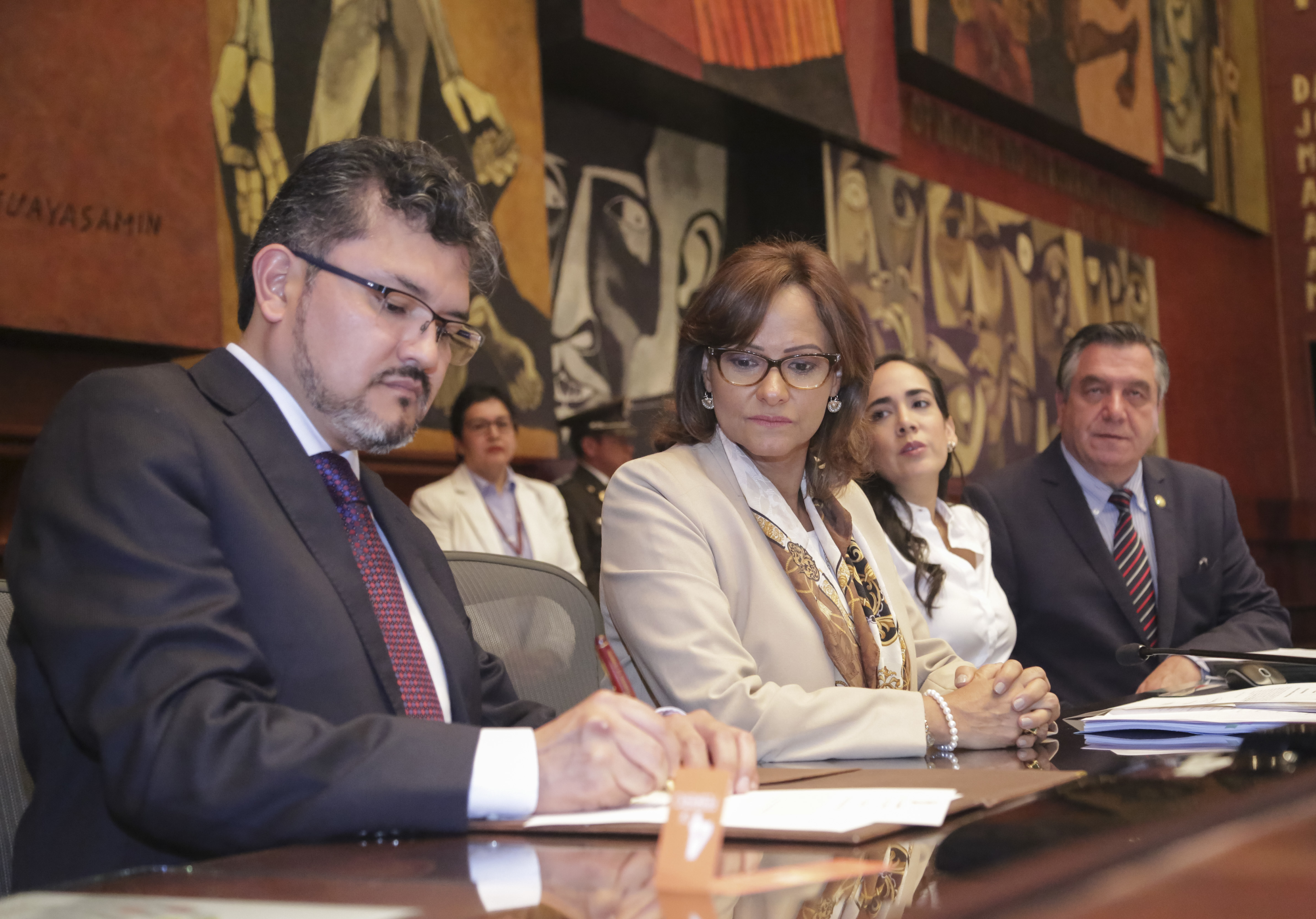
Alí Lozada durante su posesión como juez constitucional en la Asamblea Nacional, febrero de 2019.

Tras participar en un concurso de méritos y oposiciones, fue designado juez de la Corte Constitucional de Ecuador por el Consejo de Participación Ciudadana y Control Social transitorio en enero de 2019. El 5 de febrero del mismo año fue posesionado en el cargo por la Asamblea Nacional.
El 10 de febrero de 2022 fue elegido de forma unánime como presidente de la Corte Constitucional. El hecho tuvo lugar luego de que el anterior presidente, Hernán Salgado, saliera sorteado para abandonar la Corte como parte del proceso de renovación parcial de jueces que ocurre cada tres años.
Entre los dictámenes históricos de los que ha sido juez ponente se encuentra el Caso 10-18-CN, que legalizó el matrimonio entre personas del mismo sexo en Ecuador al declarar inconstitucionales los artículos del Código Civil y de la Ley de Gestión de la Identidad y Datos Civiles que definían al matrimonio como la unión entre un hombre y una mujer con el fin de procrear. El dictamen de Lozada se emitió a la par que el del Caso 0011-18-CN, que tuvo como ponente al juez Ramiro Ávila y que su vez resolvió que no era necesaria una reforma constitucional para legalizar el matrimonio entre personas del mismo sexo en el país.